# 아시아 아르젠토
아시아 아르젠토(Asia Argento, 1975년 11월 20일 ~ )는 이탈리아의 배우, 영화 감독이다. 전 세계적으로는 영화 《트리플 엑스》의 엘레나 역으로 유명하다. 다비드 디 도나텔로상 여우주연상 2회(1994년, 1997년) 수상자이다. 영화 감독 다리오 아르젠토와 배우 다리아 니콜로디의 딸이다.

## 대표 작품

### 배우
- Perdiamoci di vista (1994)
- Compagna di viaggio (1996)
- 비올라 키스 에브리바디 (1998)
- 트리플 엑스 (2002)

### 영화 감독
- 스칼렛 디바 (2000)
- 이유있는 반항 (2004)
- 아리아 (2014)